# КИДПРО
КИДПРО — конференция индустрии детского полезного развивающего отдыха. КИДПРО является одной из самых значимых ежегодных конференцией по детскому отдыху. Мероприятие собирает представителей всего спектра компаний в индустрии детского отдыха: представителей контролирующих органов, лагерей, гостиниц, санаториев, туроператоров и турагентств, ВУЗов, транспортных и страховых компаний, кадровых агентств. На одной площадке обсуждаются важнейшие вопросы отрасли.
Организаторами мероприятия выступают Департамент культуры города Москвы и Мосгортур.

## История
В 1990–2000-х годах индустрия детского отдыха переживала кризис: пионерские лагеря, некогда принадлежавшие предприятиям, закрылись, были проданы и переоборудованы в семейные базы отдыха или продолжили принимать детей, но в условиях дефицита бюджета. Как следствие, качество детского отдыха снизилось. Однако потребность в нем – как со стороны родителей и детей, так и со стороны государства – осталась.
Чтобы изучить проблемы российского рынка детского отдыха, познакомиться с международным опытом работы детских лагерей, сформировать единые стандарты отрасли и совместно с крупнейшими организаторами отдыха выработать решения, призванные повысить качество сервиса, Мосгортур и Департамент культуры города Москвы учредили ежегодную конференцию КИДПРО. Конференция стала площадкой для встречи всех участников процесса организации детского отдыха: от представителей государственных органов до сотрудников ДОЛ.
I Всероссийская конференция «Индустрия полезного развивающего отдыха» состоялась 9 — 10 ноября 2015 года в Москве. Тогда в ней приняли участие представители более 400 организаций. В 2016 году конференция вышла на международный уровень: ее посетили не только эксперты из разных регионов России, но и организаторы отдыха из Европы и стран СНГ.
В 2017 году конференция КИДПРО проводилась в Сочи в рамках XI Международного конгресса детских лагерей. В объединенном мероприятии приняли участие более 1000 экспертов из 32 стран.
В рамках конференции Мосгортур ежегодно презентует исследования и проекты. Среди них – комплексное исследование рынка детского отдыха, проведенное совместно с компанией Deloitte, Московский стандарт детского отдыха, «Настольная книга вожатого», пособие «Инклюзивная смена в лагере. Понятно. Возможно. Реально» и др.

## Основные темы
Традиционными темами конференции стали:
- безопасность и стандарты детского отдыха,
- законодательное регулирование детских лагерей,
- подготовка кадров, разработка программ,
- особенности организации отдыха для детей-сирот,
- инклюзия в детском лагере,
- инвестиции в детский отдых,
- привлечение клиентов,
- перспективы развития отрасли.